# Micrixalus silvaticus
Micrixalus silvaticus és una espècie de granota de la família dels rànids. És endèmica dels Ghats Occidentals, al sud de l'Índia. La seva distribució exacta no es coneix degut a possibles citacions errònies per confusió amb altres espècies. Es desconeix el volum poblacional l'evolució d'aquest al llarg del temps.
Viu en corrents de muntanya en hàbitats de bosc tropical perennes humits. Es reprodueix en rierols on creixen els capgrossos.